# Dracaena aubryana
Dracaena aubryana är en sparrisväxtart som beskrevs av Adolphe-Théodore Brongniart och Charles Jacques Édouard Morren. Dracaena aubryana ingår i släktet dracenor, och familjen sparrisväxter. Inga underarter finns listade i Catalogue of Life.

## Bildgalleri

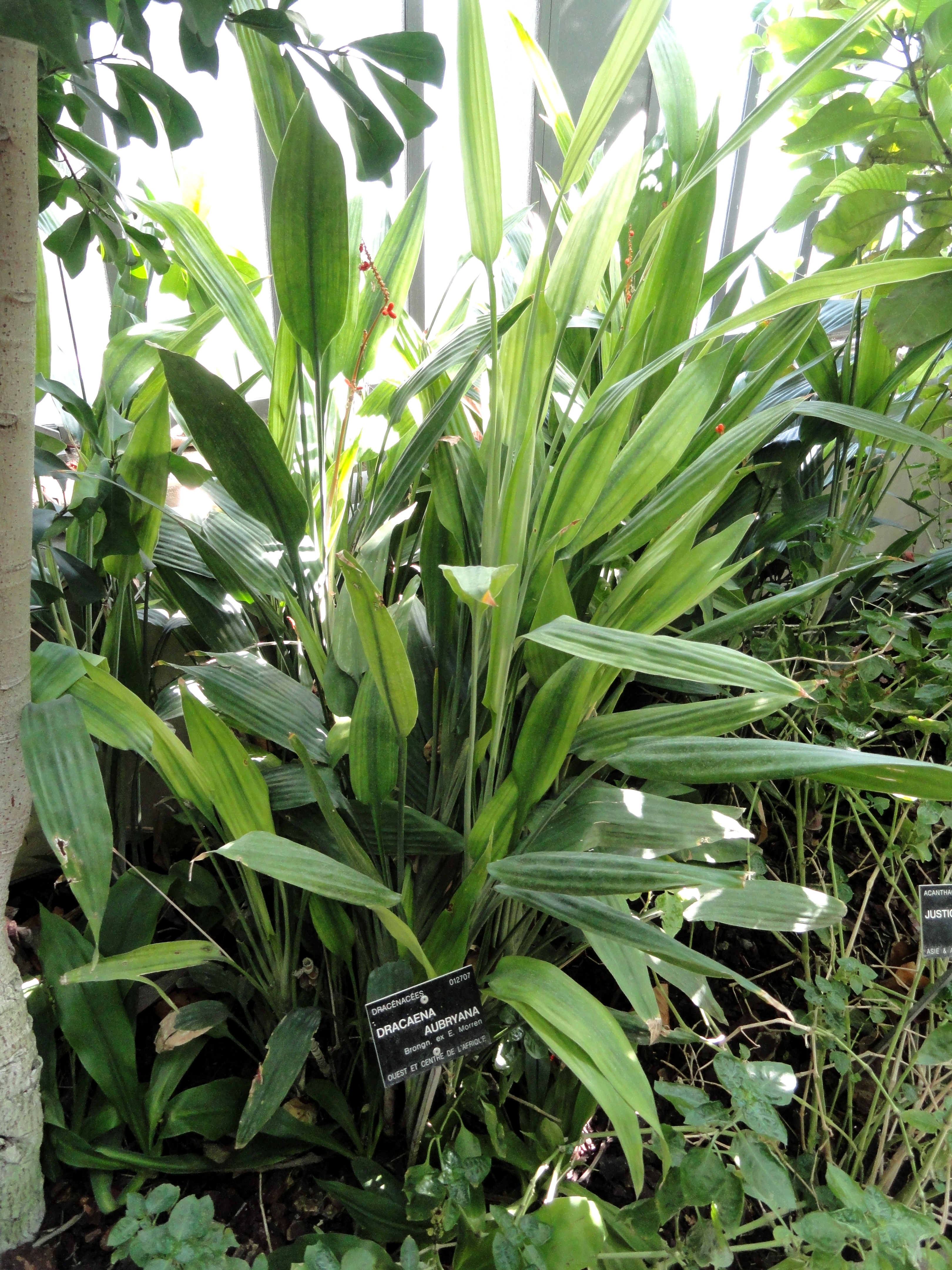